# سيمون كالدر
سيمون كالدر (بالإنجليزية: Simon Calder)‏ هو صحفي بريطاني، ولد في 25 ديسمبر 1955 في كرولي في المملكة المتحدة.

## وصلات خارجية
- سيمون كالدر على موقع IMDb (الإنجليزية)